# Last Empire – War Z
Last Empire – War Z (abgekürzt LEWZ) ist ein Mehrspieler-Online-Computer-Strategiespiel des Entwicklers IM30.net für Mobilgeräte (Smartphone und Tablet). Seit August 2015 ist LEWZ für iOS- sowie das Android-Betriebssystem verfügbar. Das Spiel wurde als „Best of Game 2016“ von Google Play bezeichnet.

## Spielinhalte
Last Empire – War Z kombiniert Aspekte eines Aufbauspiels mit denen eines Echtzeit-Kampfspiels. Es ist in einer sogenannten Last-Day-Welt angesiedelt: Die Mehrheit der Bevölkerung hat sich dort in Zombies verwandelt. Als Teil von der Organisation Z muss der Spieler eine eigene Basis aufbauen und mit den Truppen gegen Zombies kämpfen. Der Spieler hat eine Basis und dort schützt man sich vor Zombies, die überall sind und jederzeit versuchen, Menschen zu fressen.
Die Spielmechanik ist klassisch und einfach: Auf der Basis stehen verschiedene Gebäude mit unterschiedlichen Funktionen zur Verfügung. Man entscheidet, welche Soldaten man auswählt, um einen Marsch aufzustellen. Dabei spielen Technik, Ausrüstung, Offiziere und weitere Faktoren alle wichtige Rollen. Man muss selbst eine Balance finden, um erfolgreich zu sein.
Mit kämpfen versteht man, feindliche Basen in der Weltkarte zu zerstören. Dabei kann man mit Allianzmitgliedern kooperieren. Gleichzeitig muss man sich in jeder Schlacht auf verschiedene Strategien und Taktiken einstellen.
Last Empire – War Z ist ein Global-Server-Spiel, das heißt, alle Gamer weltweit können War Z zusammen spielen.

## Erfolg
Last Empire – War Z setzt auf das klassische Modell “Gratis Herunterladen + In-Game-Käufe”. Es belegte 2016 und 2017 regelmäßig Spitzenplätze in den Download-Charts von App Store, Google Play und anderen Anbietern. Das Spiel wurde als „Best of Game 2016“ von Google Play bezeichnet, was seinen Entwickler IM30.net auch zu einem App-Annie-TOP-Entwickler machte.